# Williams-Beuren-Syndrom

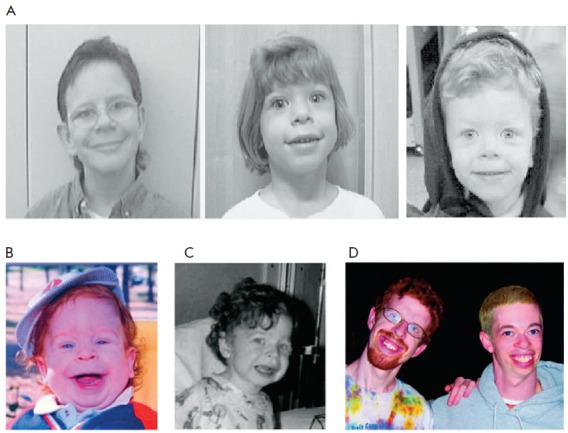
Menschen mit Williams-Beuren-Syndrom

Das Williams-Beuren-Syndrom (WBS), auch bekannt unter den Synonymen Williams-Syndrom, Fanconi-Schlesinger-Syndrom, idiopathische Hyperkalzämie oder Elfin-face-Syndrom, ist eine genetisch bedingte Besonderheit, deren Ursache in einer Deletion auf dem Chromosom 7 liegt und die somit zu den Mikrodeletionssyndromen (Chromosom-7q-Syndrom) zählt. Sichtbare Symptome sind u. a. eine besondere Gesichtsform („Elfengesicht“/„Koboldgesicht“/„funny face“), kognitive Behinderung unterschiedlichen Schweregrades und leichter Minderwuchs.

## Geschichte
Das Syndrom wurde nach dem neuseeländischen Kardiologen J. C. P. Williams und dem Göttinger Kardiologen Alois J. Beuren benannt. In der medizinischen Literatur wurde es 1961 von Williams u. a. und 1962 von Beuren u. a. erstmals ausführlich beschrieben, wobei auch Hinweise vorliegen, dass bereits John Langdon-Down, der das nach ihm benannte Down-Syndrom (Trisomie 21) 1866 und das Prader-Willi-Syndrom erstmals unter wissenschaftlichen Gesichtspunkten beschrieb, eine Beschreibung des WBS vornahm:

„Ich habe Kinder mit charakteristischen Wangenknochen, vorstehenden Augen, geschwollenen Lippen und straffer Haut in meiner Fürsorge gehabt. Sie hatten wolliges Haar.“

Die chronische idiopathische Hyperkalzämie, zu deren schwerer Verlaufsform das WBS gehört, wurde erstmals 1952 von Guido Fanconi, Bernard Schlesinger u. a. beschrieben.

## Ursache
Seit 1993 ist bekannt, dass die Ursache des WBS eine Veränderung von mindestens 20 Genen auf dem langen Arm des Chromosoms der Nummer 7 ist: Bei 97 von 100 Menschen mit dem Syndrom lässt sich eine Deletion (= Stückverlust) im Bereich 7q11.23 nachweisen, was als Contiguous-gene-Syndrom (= Verlust mehrerer benachbarter Gene auf einem Chromosomenabschnitt) bezeichnet wird. Dies entsteht durch spontane Mutation und wirkt sich dahingehend aus, dass es unter anderem Störungen des Elastin-Gens hervorruft, das für die Bildung von Bindegewebe mitverantwortlich ist. Unmittelbar benachbarte Deletionen führen zum Mikrodeletionssyndrom 7q11.23, distal.

## Häufigkeit
Die Auftretenshäufigkeit des WBS liegt bei etwa 1:20.000 bis 1:7.500. Die Mikrodeletion und damit das WBS tritt in den meisten Fällen sporadisch auf; es gibt jedoch gelegentlich Eltern-Kind-Übertragungen, die einem autosomal-dominanten Erbgang folgen.

## Diagnose
Die Diagnose des WBS wird durch eine molekularzytogenetische Untersuchung von einigen Millilitern mit Heparin versetzten Vollbluts gestellt. Mittels des FISH-Tests mit Elastin-Sonde / Chromosom 7q11.23 spezifischer Sonde kann die betreffende Genbesonderheit auf dem Chromosom 7 nachgewiesen werden.
Vorgeburtlich ist die Diagnosestellung theoretisch möglich, wenngleich der entsprechende Test (Analyse von kindlichen Zellen, die meist aus dem Fruchtwasser gewonnen werden) nicht routinemäßig angewandt wird und auch bei Anwendung des Tests nicht routinemäßig nach dieser Besonderheit gesucht wird. Von daher wird ein WBS vorgeburtlich im Rahmen von Pränataldiagnostik nur selten festgestellt.
Generell wird die Diagnose nachgeburtlich oft erst vergleichsweise spät gestellt, teilweise erst im Kindergarten- oder Grundschulalter. Möglicherweise liegt dies daran, dass die Besonderheit und ihre Symptomatik vergleichsweise unbekannt sind, da sie eher selten vorkommen.

## Symptome
Mit der Zeit sind verschiedene Merkmale beschrieben worden, die häufig bei Menschen mit WBS auftreten. Nicht alle Menschen weisen alle Merkmale auf beziehungsweise nicht alle Merkmale sind in gleich starker Ausprägung festzustellen:
- kognitive Behinderung unterschiedlichen Schweregrades
- Wachstumsverzögerung (auch schon in der Schwangerschaft/intrauterin, daher meist niedriges Geburtsgewicht)
- im Säuglingsalter häufig Trinkprobleme und Verstopfung
- häufig Infektionen der oberen Atemwege
- häufig Mittelohrentzündungen (Otitis media)
- Hörstörungen
- Schlafstörungen
- Essstörungen (verweigert werden häufig feste und/oder körnige Speisen)
- Hyperkalzämie in den ersten Lebensjahren (= ein zu hoher Kalziumspiegel im Blut, der mit einer Diät behoben werden kann)
- ein vergleichsweise kleiner Kopf (Mikrozephalie) und ein etwa 20 % kleineres Gehirn als üblich
- besondere Gesichtsform („Elfengesicht“)
  - breite Stirn
  - tiefe Nasenwurzel, kugelige Nasenspitze
  - ausladende Nasenflügel, nach vorn gerichtete Nasenlöcher (Nares)
  - vorstehende Wangenknochen
  - im Kindesalter „Pausbäckchen“
  - kleines Kinn
  - volle Lippen
  - langes Philtrum (= Rinne zwischen Oberlippe und Nase)
  - bei blauen oder grauen Augen ist oft eine weißliche, radspeichenähnliche Musterung zu sehen (Iris stellata)
  - Oberlid-Ödeme („schwere Augen“)
  - vergleichsweise kurze Lidspalten
  - oft lockiges Haar
  - vergleichsweise weit auseinander liegende, kleine erste Zähne („Mäusezähne“, verursacht durch Zahnschmelzhypoplasie)
  - überempfindliche Zähne, Neigung zu Zahnfäule (Karies)
  - tiefe, heisere Stimme
- häufig offenstehender Mund durch eine Vorverlagerung der Zunge
- schmaler, länglicher Brustkorb mit hängenden Schultern und verlängertem Nacken
- leichter Minderwuchs (etwa 10 cm geringere Körperendgröße als der Bevölkerungsdurchschnitt)
- einwärts gebogene Großzehe (bei älteren Menschen)
- Fehlsichtigkeit, häufig Schielen (Strabismus), insbesondere Einwärtsschielen
- seitliche Verbiegung der Wirbelsäule (Skoliose) (bei älteren Menschen)
- altersunabhängiger Bluthochdruck (arterieller Hypertonus) bei 40 % der Betroffenen
- kardiovaskuläre Veränderungen/Herzfehler (oft supravalvuläre Aortenstenose (SVAS)/Verengung der Hauptschlagader unmittelbar am Anschluss an das Herz mit variablem Schweregrad, hypoplastische Aorta/zu schmale Hauptschlagader, Septumfehlbildungen/Löcher in der Herzscheidewand) bei 90 % der Betroffenen
- Pulmonalstenosen (Einengungen der Lungenschlagader)
- primäre Nierenfehlbildungen (besondere Lage der Niere, Verengungen/Stenosen an den Nierengefäßen, unterentwickelte Niere, einseitiges Fehlen einer Niere (Nierenagenesie), Hufeisennieren) bei etwa 18 % der Betroffenen

## Sonstige Merkmale
- Sehr viele Menschen mit WBS mögen Musik, merken sich Lieder und Melodien gerne und haben ein ausgeprägtes Rhythmusgefühl. Dies liegt an einer starken Ausprägung der linken Hörrinde, die für zeitliche Präzision und Rhythmusgefühl zuständig ist. Sie ist bei WBS-Menschen im Vergleich zu gleichaltrigen Gesunden deutlich größer und wird beim Hören von Tönen stärker aktiviert.
- Kinder mit WBS sind sehr geräuschempfindlich, zum Teil sogar überempfindlich. Manche haben ein absolutes Gehör, können also Töne ohne externen Referenzton genau benennen und zuordnen.
- Ihr räumliches Vorstellungsvermögen ist vergleichsweise schlecht (räumlich-visuelle Konstruktionsdefizite), sie haben Konzentrationsschwierigkeiten, erkennen allerdings Gesichter sehr schnell wieder.
- Das Lesen fällt ihnen meist recht leicht, viele fangen schon deutlich früher als Regelkinder an zu lesen (Hyperlexie).
- Ihre Sprache entwickelt sich gut, sie sprechen in der Regel flüssig, reden gern, extrovertiert und freudig und sind meist sehr sprachgewandt. Dadurch werden ihre kognitiven Fähigkeiten oft überschätzt, was zu einer Überforderung der Kinder führen kann (zum Beispiel im Schulunterricht).
- Sie zeigen sich insgesamt gesehen eher ängstlich als optimistisch und machen sich insbesondere auch auf die Zukunft bezogen Sorgen um sich und andere Menschen.
- Ein auffälliges Merkmal ist die häufige Distanzlosigkeit gegenüber fremden Menschen: Während Regelkinder übliche Phasen des Fremdelns durchleben, sind Kinder mit WBS oft durchgehend offene, kontaktfreudige und gesellige Kinder.
- Menschen mit WBS sind lebenslang auf die Hilfe anderer Menschen angewiesen, können jedoch mit der nötigen Assistenz ein individuelles Maß an Selbständigkeit entwickeln.
- Die Lebenserwartung von Menschen mit WBS ist normal, sofern dem nicht medizinische Probleme und organische Fehlbildungen entgegenstehen.
- Aufgrund ihrer Eloquenz und Fähigkeit, sich u. a. Gesichter gut zu merken, werden Personen mit WBS oft auch als Cocktailparty personalities bezeichnet.

## Therapie
Ein WBS ist nicht ursächlich heilbar. Die häufigsten Therapiemethoden, durch die Kinder mit WBS in ihrer Entwicklung gut gefördert werden können, sind heilpädagogische Frühförderung, Krankengymnastik und Ergotherapie. Auch Logopädie wird zur Behandlung der frühkindlichen Trink-/Saugstörung empfohlen. Besonders die musikalische Begabung und die Sprachgewandtheit sollten fördernd unterstützt werden.
Wichtig sind regelmäßige Blutdruckkontrollen (auch schon im Kindesalter), eine gründliche Zahnpflege sowie die Kontrolle des Gehörs und gegebenenfalls des Schielens.
Ein besonderes Augenmerk muss sowohl auf den Kalziumgehalt des Blutes und eine eventuell nötige Diät gelegt werden. In diesem Zusammenhang sollte sehr vorsichtig mit Vitamin D umgegangen werden, da Patienten mit Williams-Beuren-Syndrom eine veränderte Regulation des Vitamin-D-Stoffwechsels haben.
Gegebenenfalls sind im Bereich des Herzens und der Nieren Korrekturoperationen notwendig. Im höheren Alter ist die Behandlung einer eventuell auftretenden Skoliose wichtig.

## Trivia
Der kanadische Spielfilm Gabrielle – (K)eine ganz normale Liebe (2013) handelt von einer jungen Frau mit WBS. Hauptdarsteller sind Gabrielle Marion-Rivard und Alexandre Landry.